# EcoQuest
EcoQuest — серия двух обучающих приключенческих игр для детей, выпущенных Sierra On-Line. Последняя серий игр Sierra Entertainment с оканчивающимся названием quest, воспитывающая в детях любовь к живой природе и охрану экологии.
Главным героем является 10-летний Адам Грини, сын эколога и молодой дайвер.

## EcoQuest: The Search for Cetus
Первая серия игры, именовавшая как EcoQuest: The Search for Cetus, была выпущена на floppy-диске, а затем реализована на CD-ROM.
В этой части игры Адам знакомится с дельфином по-имени Дельфинеус, находя с ним общий язык. Дельфинеус рассказывает Адаму страшную новость, происходящую в подводной стране Элурии: пропал кит Цетус, король Элурии, защищающий Элурию от злобного морского дьявола. Адам соглашается прийти к нему на помощь. Вооружившись аквалангом, он погружается в подводное царство и находит общий язык с его обитателями, помогая им, одновременно очищая подводное царство от мусора, брошенного людьми. Ближе к концу игры, морской дьявол похищает Дельфинеуса, тот говорит Адаму, чтобы поскорее нашел Цетуса, а за дельфина не беспокоился, Адам встречает Цетуса, зацепившегося за гарпун. Он снимает с него гарпун, лечит рану, тот, выслушав, что происходит в Элурии и как Дельфинеус попал в беду, идет к морскому дьяволу на смертный бой. В конце концов, Цетус побеждает, не без помощи Адама правда (во время битвы, Адам колом ранит морского дьявола), после битвы начинается праздник во всей Элурии, и благодарный её народ дарит Адаму подарок: жемчужину. После праздника Адам возвращается домой.

## Lost Secret of the Rainforest
В Lost Secret of the Rainforest, сиквеле EcoQuest, действие происходит в тропических лесах Южной Америки. Дело в том, что эти тропические леса находятся под угрозой исчезновения, так как глава компании CIBOLA задумал их использовать для производства ресурсов. Адаму предстоит противостоять этому. Он попадает в тропический лес и оказывает помощь не только животным, но и также страдающим местным жителям. Одновременно с этим Адам использует карманный компьютер ECORDER, с помощью которого он изучает особенности тропических лесов и причины, по которым они находятся под угрозой исчезновения.